# Ли Сунгџин
Ли Сунгџин (кореј. 이성진; 7. март 1985) је стреличарка из Јужне Кореје. Двострука је освачица екипне олимпијске златне медаље, у Атини и Пекингу, а у Атини 2004. окитила се сребром и у појединачној конкуренцији. Светска шампионка постала је у Мадриду 2005.